# Emil Du Bois-Reymond
Emil Heinrich Du Bois-Reymond, född 7 november 1818 i Berlin, död 26 november 1896, var en tysk fysiolog, bror till Paul Du Bois-Reymond.
Du Bois-Reymond fick sin första undervisning dels i Neuchâtel, varifrån familjen härstammade, dels i Berlin. Han började studera teologi i Berlin 1837, men övergick snabbt till att studera kemi, fysik och geologi i Bonn och gav sig slutligen in på medicin. År 1839 blev han elev till en av dåtidens främsta fysiologer, Johannes Peter Müller i Berlin.
Fysiologin befann sig vid denna tid i en vändpunkt i sin utveckling. Den äldre fysiologin hade utmynnat i en naturfilosofi, i vilken det var en dogm, att organismens funktioner inte stod i någon relation till de krafter, som verkade i den ”döda” naturen. Det var särskilda, okända krafter, ”livskrafter”, som var verksamma i den levande naturen. Till följd av detta var det olämpligt och på ett sätt förmätet att använda de exakta vetenskapernas metoder vid studier om livsfunktionerna. Redan tidigare hade en kamp påbörjats mot det äldre synsättet, men det är Müllers lärjungar som tillkommer äran att ha omvandlat fysiologin till en experimentell exakt naturvetenskap.
Du Bois-Reymonds stora förtjänst är att ha bearbetat ett av de svåraste områdena inom fysiologin - den allmänna nerv- och muskelfysiologin - utifrån denna synsätt. Den första uppgift som han fick av Müller var en undersökning av de elektriska fenomen i djurvävnader. Denna uppgift blev avgörande for du Bois-Reymonds utveckling. Hela hans vetenskapliga gärning handlar så gott som uteslutande om detta och besläktade spörsmål och betraktas därför som "elektrofysiologins fader". 
År 1843 kom hans första arbete: Vorläufiger Abriss einer Untersuch. über die sogenannte Froschstrom, 1848 följde det första bandet av det stora, brett anlagda verket Untersuchungen über thier. Elektricität, vars andra del, utkom i tre avdelningar 1849-60 och 1884. Under åren 1856-76 utgav han dessutom en rad avhandlingar, till största delen samlade i Gesammte Abhandlungen zur allgemeine Muskel- und Nervenphysik (band I-II, 1875-77), i samma ämnen. Du Bois-Reymond studerar häri de elektriska strömmarna i levande muskler och nerver. Han kunde bland annat visa att den fortledda nervimpulsen åtföljs av en förändring i de elektriska fältet, och att den utbreder sig med en mätbar hastighet. Metodiken är mönstergill, men hans teoretiska slutsatser angående strömmarnas ursprung och fysiologiska betydelse förlorade snabbt sin aktualitet.
År 1858 blev han efter Müllers död utsedd till professor i Berlin, och invigde som sådan 1878 det nya fysiologiska institutet. År 1867 blev han på livstid vald till sekreterare för Vetenskapsakademin i Berlin. Förutom sin egentliga vetenskapliga produktion skrev han en rad mindre avhandlingar och essäer över generella filosofiska och naturvetenskapliga ämnen, som oftast först presenterades som föreläsningar i Vetenskapsakademin eller vid vetenskapliga kongresser. Den mest kända av dessa skrifter är Ueber die Grenzen des Naturerkennens (1872), i vilken han försöker att precisera och avgränsa den moderna fysiologins ståndpunkt på den ena sidan mot materialismen, på den andra mot idealismen. Trots sitt fransk-schweiziska ursprung kände du Bois-Reymond sig fullständigt som tysk och gav flera gånger uttryck för detta (till exempel i sitt tal om fransk-tyska kriget 1870). Från 1859 var han redaktör för den fysiologiska delen av ”Archiv für Anatomie und Physiologie”. Bois-Reymond invaldes 1889 som utländsk ledamot av Kungliga Vetenskapsakademien.